# آرتور کایک
آرتور کایک (انگلیسی: Arthur Caíke؛ زادهٔ ۱۵ ژوئن ۱۹۹۲) بازیکن فوتبال اهل برزیل است.
از باشگاه‌هایی که در آن بازی کرده‌است می‌توان به باشگاه فوتبال کوریتیبا، باشگاه فوتبال فیگیرنسه، باشگاه فوتبال فلامینگو، و باشگاه فوتبال سانتاکروز اشاره کرد.